# Gerald FitzGerald (15e comte de Kildare)
Pour les articles homonymes, voir Gerald FitzGerald et FitzGerald.
Gerald FitzGerald, (né le 26 décembre 1611 mort le 11 novembre 1620) pair d'Irlande est le 15e comte de  Kildare de 1612 à 1620.

## Biographie
Gérald de Kildare est le fils de Gerald le 14e comte de Kildare, et de son épouse et cousine  Elizabeth Nugent, fille de Christopher Nugent (en), 5e Baron Delvin et de  Mary FitzGerald, fille du 11e comte de Kildare. Il n'est âgé que de six semaines lors du décès soudain de son père le 11 février 1612 et lui succède comme Comte de Kildare. Il meurt lui-même dès le 11 novembre 1620 et il a comme successeur son cousin germain Georges lui-même fils de Thomas FitzGerald, le fils cadet d'Edouard FitzGerald et d'Agnès Leigh

## Source
- (en) T.W Moody, F.X. Martin et F.J. Byrne, A New History of Ireland IX Maps, Genealogies, Lists. A companion to Irish History part II, Oxford, Oxford University Press, 2011, 690 p. (ISBN 978-0-19-959306-4).